# Imbarchiamoci per un grande viaggio
Imbarchiamoci per un grande viaggio (Il était une fois... les Explorateurs) è una serie televisiva a disegni animati creata da Albert Barillé e dal suo studio Procidis nel 1997, composta da ventisei episodi. Il cartone fa parte di una collana di sette prodotti intitolata C'era una volta..., di cui costituisce la sesta serie

## Trama
Questa serie parla di storici e famosi esploratori.

## Personaggi e doppiatori
| Personaggi | Voce originale       | Voce italiana       |
| ---------- | -------------------- | ------------------- |
| Maestro    | Roger Carel          | Maurizio Scattorin  |
| Pierre     |                      | Luca Sandri         |
| Fatman     |                      | Tony Fuochi         |
| Psi        | Marie-Laure Beneston | Alessandra Karpoff  |
| Pest       |                      | Giovanni Battezzato |
| Dwarf      |                      | Mario Scarabelli    |
| Pierrot    | Olivier Destrez      | Davide Garbolino    |
| Pierret    |                      | Debora Magnaghi     |

## Episodi
| n° | Titolo originale                                      | Titolo italiano                        |
| -- | ----------------------------------------------------- | -------------------------------------- |
| 01 | Les premiers navigateurs                              | I primi navigatori                     |
| 02 | Alexandre le Grand                                    | Alessandro Magno                       |
| 03 | Eric le Rouge et la découverte de l'Amérique          | Erik il Rosso                          |
| 04 | Gengis Khan                                           | Gengis Khan                            |
| 05 | Ibn Battuta, sur les traces de Marco Polo             | Ibn Baṭṭūṭa                            |
| 06 | Les Grandes Jonque                                    | I cinesi,                              |
| 07 | Vasco de Gama                                         | Vasco de Gama                          |
| 08 | Les Taxis et la première poste                        | La famiglia Tasso                      |
| 09 | Les Frères Pinzon la face cachée de Christophe Colomb | Cristoforo Colombo e i fratelli Pinzon |
| 10 | Amerigo Vespucci et le Nouveau Monde                  | Amerigo Vespucci                       |
| 11 | Magellan et Del Cano - le premier tour du monde       | Magellano                              |
| 12 | Cabeza de Vaca                                        | Cabeza de Vaca                         |
| 13 | Béring                                                | Vitus Bering                           |
| 14 | Bougainville et le Pacifique                          | Bougainville e il Pacifico             |
| 15 | Bruce et les Sources du Nil                           | Bruce e le sorgenti del Nilo           |
| 16 | La Condamine                                          | La Condamine                           |
| 17 | James Cook                                            | James Cook                             |
| 18 | Humboldt                                              | Alexander von Humboldt                 |
| 19 | Lewis & Clark                                         | Lewis e Clark                          |
| 20 | Stuart & Burke et l'Australie                         | Stuart e Burke                         |
| 21 | Stanley & Livingstone                                 | Stanley e Livingstone                  |
| 22 | Roald Amundsen et le Pôle Sud                         | Roald Amundsen e il polo sud           |
| 23 | Alexandra David Neel et le Tibet                      | Alexandra David-Neel                   |
| 24 | Piccard: des sommets aux Abysses                      | Piccard: dalle vette agli abissi       |
| 25 | Vers les cimes                                        | Il tetto del mondo                     |
| 26 | Vers les étoiles                                      | Verso le stelle                        |

## Produzione
- Francia: France 3, Procidis, Canal+;
- Spagna: Televisión Española;
- Germania: Westdeutscher Rundfunk Köln, Südwestfunk, Sender Freies Berlin;
- Italia: Mediaset;
- Svizzera: TSI, Société suisse de radiodiffusion et télévision;
- Belgio: Radiodiffusion-télévision belge;